# Route nationale 3b (Madagaskar)
Route nationale 3b (N3b) – to utwardzona droga krajowa o długości 106 km, biegnąca na terenie Madagaskaru. Zaczyna się w pobliżu miasta Sambava, po czym biegnie na południowy zachód. Magistrala kończy się w mieście Andapa.